# 歐羅巴山國家公園
歐羅巴山國家公園（西班牙語：Parque Nacional de Picos de Europa）又稱欧洲之峰国家公园，是西班牙的一個國家公園，其範圍地跨阿斯圖里亞斯、坎塔布里亞、卡斯提亞-雷昂三個自治區。歐羅巴山國家公園設立於1918年，是西班牙最早設立的兩個國家公園之一。